# Krste Misirkov

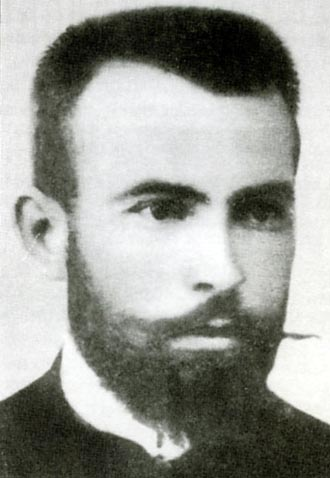
Krste Misirkov

Krste Petkov Misirkov (bulgarisch: Кръсте (Кръстьо) Петков Мисирков; mazedonisch: Крсте Петков Мисирков; 18. November 1874 in Postol (heute Pella, Griechenland), damals Vilâyet Saloniki, Osmanisches Reich – 26. Juli 1926 in Sofia, Königreich Bulgarien) war ein bulgarisch-mazedonischer Philologe, Journalist, Historiker und Ethnograph aus der Region Makedonien. In einigen seiner Werke benutzte er die Pseudonyme K. Pelski und Sekol.
im Jahr 1903 veröffentlichte er sein Buch За македонцките работи (transkribiert: Za makedonckite raboti, deutsch: Über die mazedonischen Angelegenheiten), in denen er die Existenz einer von anderen Balkanstaaten getrennten mazedonischen nationalen Identität bekräftigte und versuchte, eine mazedonische Standardsprache auf der Grundlage der zentralwestlichen mazedonischen Dialekte zu kodifizieren. Eine in der Republik Mazedonien (heute Nordmazedonien) durchgeführte Umfrage ergab, dass Misirkov „der bedeutendste Mazedonier des 20. Jahrhunderts“ ist. Für seine Bemühungen, eine mazedonische Standardsprache zu kodifizieren, wird er oft als „Begründer der modernen mazedonischen Literatursprache“ bezeichnet. Die Entdeckung seines während der Balkankriege geschriebenen Tagebuchs im Jahr 2006, in dem er pro-bulgarische Ansichten vertrat, löste jedoch eine Kontroverse in Skopje aus.
1905 begann er in der IMARO-nahen Presse überwiegend Artikel aus bulgarisch-nationalistischer Perspektive zu veröffentlichen. Während des Ersten Weltkriegs wurde er in Bessarabien als Vertreter der dortigen bulgarischen Minderheit Mitglied des lokalen Parlaments. Misirkov kehrte 1919 für eine gewisse Zeit zum mazedonischen Nationalismus zurück. In den 1920er Jahren änderten sich seine Ansichten erneut und fing nun an, die mazedonischen Slawen zu ermutigen, eine bulgarische nationale Identität anzunehmen. Misirkov starb 1926 und wurde mit finanzieller Unterstützung des Bildungsministeriums als verdienstvoller bulgarischer Pädagoge auf dem Zentralfriedhof von Sofia beigesetzt.
Da Misirkov zu verschiedenen Zeitpunkten in seinem Leben widersprüchliche Ansichten über die nationale Identität der mazedonischen Slawen äußerte, bleiben seine nationale Zugehörigkeit und sein Erbe zwischen Bulgarien und Nordmazedonien umstritten. Während Misirkovs Werk und Persönlichkeit nach wie vor sehr widersprüchlich und umstritten sind, gab es unter internationalen Wissenschaftlern Versuche, die widersprüchlichen Aussagen von Misirkov in Einklang zu bringen. Laut dem Historiker Ivo Banac betrachtete Misirkov sowohl sich selbst als auch die Slawen Makedoniens als Bulgaren und trat in einem größeren Balkankontext für panbulgarischen Patriotismus ein. Im Kontext der größeren bulgarischen Einheit/Nation suchte Misirkov jedoch sowohl kulturelle als auch nationale Differenzierung von den anderen Bulgaren und nannte sowohl sich selbst als auch die Slawen Makedoniens Makedonier.